# Anuradhapura
Anuradhapura este un oraș în Sri Lanka (Ceylon), capitala celui mai vechi regat singhalez al insulei. A fost fondat în secolul al III-lea î.Hr. A funcționat drept capitala statului Singhala și totodată principalul centru sacru al insulei pentru budism. A decăzut în secolul VIII.